# アレクサンドル・ウリビシェフ
アレクサンドル・ドミトリエヴィッチ・ウリビシェフ   (Alexander Dmitryevich Ulybyshev 又はAlexandre Oulibicheff、ロシア語: Александр Дмитриевич Улыбышев、1794年1月2日 (ユリウス暦) / 1月13日 (グレゴリオ暦) - 1858年1月24日（ユリウス暦) / 2月5日 (グレゴリオ暦)) は、ロシアの著述家で音楽評論家である。邸宅はニジニ・ノヴゴロド近郊のボゴロツク市ルキノにあった。「アレクサ―ンドル・ウルィーブィシェフ」とも表記される。

## 生涯
ウリビシェフの父親はザクセン選帝侯領及びザクセン王国のロシア大使であったので、ウリビシェフは16歳まで家族と共にドレスデンで暮らした。
彼はサンクト・ペテルブルクの公務員試験に合格した。1812年8月に大蔵大臣官房にはいり、1年後に彼は鉱山塩業省に移った。1816年4月からは外務省で通訳の仕事をするようになった。
1819年から1820年にかけて存続した文芸サークル「緑のランプ」に彼は参加したが、その集まりはニキータ・フセヴォロシスキーの家で開かれ、貴族の将校たちが参加していた。「緑のランプ」のメンバーには、ヤコブ・トルストイ (議長)、アレクサンドル・プーシキン、アントン・デリヴィッグ、そしてデカブリストのセルゲイ・トルベツコイ、フョードル・グリンカ、さらにピョートル・カヴェーリンがいた。会合にはニコライ・グネージチ、ディミトリ・ドルゴルーコフらも参加した。その集会でウリビシェフは1819年に彼のユートピア『夢』をフランス語で朗読した。1816年から1824年まで彼は『Le conservateur impartial』紙の編集をし、その新聞には彼の音楽と文芸評論が掲載された。1825年から1830年には彼は『Journal de St.-Pétersbourg』の編集者だった。彼はフランス語をロシア語へ翻訳した。
1828年3月にウリビシェフは国家評議会員 (第5位) に任命された。1830年9月に父親が亡くなり、ウリビシェフは引退を申し出、ルキノの家族の領地に移り住んだ。次の10年間、彼は祭日と会合の時のみニジニ・ノヴゴロドへ出向いた。1841年からはニジニ・ノヴゴロドに家を構えた。
ウリビシェフはモーツァルトに関する著作『Nouvelle biographie de Mozart, suivie d’un aperçu sur l’histoire générale de la musique et de l’analyse des principaux ouvrages de Mozart』を1843年にモスクワで出版し、国際的に注目された。これに対しヴィルヘルム・フォン・レンツは、ベートーヴェンに関するウリビシェフの見解を非難する本を1851年に出版した。ウリビシェフは1856年にライプチヒで出した『Beethoven, ses critiques et ses glossateurs』でこれに反論した。このほかにウリビシェフはドラマ、コメディ、風刺文学、そして道化芝居を書いた。ウリビシェフのモーツァルト伝はチャイコフスキーによりロシア語に翻訳され、1890年に刊行されると注目を集めた。そしてウリビシェフの生涯と著作に関する論文がGerman Laroschによって書かれた。
劇場の開く日 (日曜、火曜、水曜、金曜) の夜には、ウリビシェフはいつも劇場にいた。木曜日と土曜日には室内楽の集まりがあり、そこでウリビシェフは第1ヴァイオリンを演奏した。 ピアノのパートはカール・トラウゴット・アイスリッヒの息子のカール・カルロヴィッチ・アイスリッヒが受け持ったが、その弟子のミリイ・バラキレフがしばしば代役を務めた。モーツァルトの「スターバト・マーテル」や「レクイエム」などの大曲が演奏されることもよくあった。ウリビシェフの家には著名な音楽家たちがこぞって訪れた。アレクサンドル・セローフは1835年に法律学校を卒業した後、長い間ウリビシェフのもとで暮らしていた。貴族の会合にウリビシェフは決して参加しなかった。
ウリビシェフは若いバラキレフの才能を見出して、1855年にサンクト・ペテルブルクへ連れ立ち、ミハイル・グリンカに紹介した。そして首都の音楽界へのデビューを支援した。
ウリビシェフの遺言により、バラキレフは2丁のヴァイオリンと楽譜コレクションを受け取った。蔵書と手稿コレクションは妹のエカテリーナ・パノーヴァが受け取った。

## 栄誉と受章
- 聖ウラジーミル勲章 4等 (1821年)
- 聖アンナ勲章 2等 (1823年)、更にダイヤモンドバッジ (1826年)